# Wybory parlamentarne w Timorze Wschodnim w 2007 roku
Wybory parlamentarne w Timorze Wschodnim w 2007 roku odbyły się 30 czerwca. Były to drugie wybory parlamentarne zorganizowane w kraju po uzyskaniu niepodległości przez Timor Wschodni. Do zdobycia w wyborach było 65 mandatów w jednoizbowym parlamecie. Próg wyborczy wynoszący 3%, przekroczyło 7 ugrupowań politycznych.  

## Wyniki
| Ugrupowanie                                                                                            | Głosy   | %     | Mandaty |
| --- | ------- | ----- | ------- |
| FRETILIN                                                                                               | 120 592 | 29,02 | 21      |
| CNRT                                                                                                   | 100 175 | 24,1  | 18      |
| Koalicja PSD–ASDT (Partia Socjaldemokratyczna i Socjaldemokratyczne Stowarzyszenie Timoru Wschodniego) | 65 358  | 15,73 | 11      |
| Partia Demokratyczna                                                                                   | 46 946  | 11,3  | 8       |
| Narodowa Partia Jedności                                                                               | 18 896  | 4,55  | 3       |
| Koalicja Demokratyczna (Klibur Oan Timor Asuwain i Ludowa Partia Timoru Wschodniego)                   | 13 294  | 3,20  | 2       |
| Narodowe Zjednoczenie Wyzwolenia Timoru                                                                | 13 247  | 3,19  | 2       |
| Inne partie                                                                                            | 37 096  | 8,92  | -       |
| Łącznie                                                                                                | 415 604 | 100%  | 65      |